# Вульф, Скотт
Скотт Ри́чард Вульф (англ. Scott Richard Wolf, род. 4 июня 1968, Бостон, Массачусетс) — американский актёр. Наиболее известен по ролям в таких телесериалах, как «Нас пятеро» (Бейли Селинджер), «Любовь вдовца» (доктор Джейк Хартман) и «V» (Чед Декер).

## Ранняя жизнь
Вульф родился в Бостоне, штат Массачусетс. Его мать Сьюзан Леви (англ. Susan Levy) на пенсии, а его отец Стивен Вульф (англ. Steven Wolf) работает специалистом по охране здоровья. Вульф вырос в реформистской иудейской семье. Он рос в Вест-Орандж, штат Нью-Джерси и в 1986 году окончил Старшую школу Вест-Оранджа (англ. West Orange High School). Он учился в Университете Джорджа Вашингтона (англ. The George Washington University) и получил степень бакалавра в экономике. Он также стал членом еврейского студенческого братства Alpha Epsilon Pi. Его кузен — комедиант Джош Вульф (англ. Josh Wolf).

## Личная жизнь
Вульф был помолвлен с Алиссой Милано в 1993 году, но спустя полтора года пара рассталась.
В 2002 году он начал встречаться с Келли Мари Лимп (англ. Kelley Marie Limp, род. 14 октября 1976), после встречи через общего друга Джоэла Голдмана в Нью-Йорке. Они поженились 29 мая 2004 года и планировали поселиться в Санта-Монике, Калифорния. Их сын, Джексон Кейз (англ. Jackson Kayse), родился 22 марта 2009 года. 19 мая 2012 года, Вульф объявил в Twitter, что он и его жена ожидают второго ребёнка. Миллер Уильям (англ. Miller William) родился 10 ноября 2012 года. 20 ноября 2013 года, он объявил, что их третий ребёнок родится в мае 2014 года. Их дочь Люси Мари (англ. Lucy Marie) родилась 24 мая 2014 года.
Скотт, его жена Келли и их дети в настоящее время проживают в семейном доме в Парк-Сити, штат Юта.

## Фильмография

### Кино
| Год  | Название на русском          | Название на английском                   | Роль                          | Примечания      |
| ---- | ---------------------------- | ---------------------------------------- | ----------------------------- | --------------- |
| 1991 | Всё, что я хочу на Рождество | All I Want for Christmas                 | хорист                        |                 |
| 1993 | Современные Бонни и Клайд    | Teenage Bonnie and Klepto Clyde          | Клайд                         |                 |
| 1994 | Двойной дракон               | Double Dragon                            | Билли Ли                      |                 |
| 1996 | Белый шквал                  | White Squall                             | Чарльз «Чак» Гиг / рассказчик |                 |
| 1996 | Вечерняя звезда              | The Evening Star                         | Брюс                          |                 |
| 1998 | Добро пожаловать в Голливуд  | Welcome to Hollywood                     | актёр                         |                 |
| 1999 | Экстази                      | Go                                       | Адам                          |                 |
| 2001 | Леди и Бродяга 2             | Lady and the Tramp II: Scamp’s Adventure | Шалун                         | Озвучка Видео   |
| 2002 | Чёрная метка                 | Emmett’s Mark                            | Эмметт Янг                    |                 |
| 2005 |                              | Love Thy Neighbor                        | Кенни                         |                 |
| 2013 | Представь                    | Imagine                                  | Джон Моррис                   | Короткометражка |
| 2013 | Волонтёр                     | The Volunteer                            | Джимми                        |                 |
| 2014 | Тридцать семь                | 37                                       | адвокат                       |                 |

### Сериалы
| Год       | Название на русском                 | Название на английском            | Роль                                                   | Примечания                              |
| --------- | ----------------------------------- | --------------------------------- | ------------------------------------------------------ | --------------------------------------- |
| 1990-1991 | Спасённые звонком                   | Saved by the Bell                 | студент / официант Макс / спонсор фильма               | 4 эпизода В титрах отсутствует          |
| 1991      | Корпорация детей                    | Kids Incorporated                 | Билли / Бобби                                          | Эпизод: «Double Trouble»                |
| 1992      | Вчера сегодня                       | Yesterday Today                   |                                                        | TВ фильм                                |
| 1993      | Комиссар полиции                    | The Commish                       | Тодд Клементс                                          | Эпизод: «Dead Cadet’s Society»          |
| 1993      | Паркер Льюис не теряется            | Parker Lewis Can’t Lose           | Брайан Соммервилль                                     | Эпизод: «The Rocky Kohler Picture Show» |
| 1993      | Вечерняя тень                       | Evening Shade                     | Дэвид                                                  | 2 эпизода                               |
| 1994      | Блоссом                             | Blossom                           | Гордон «Гордо» МакКайн                                 | Эпизод: «Double Date»                   |
| 1994-2000 | Нас пятеро                          | Party of Five                     | Бейли Селинджер                                        | Главная роль 143 эпизодов               |
| 1995      | Безумное телевидение                | MADtv                             | Бейли Селинджер                                        | Эпизод: «1.6»                           |
| 1996      | Только в субботу вечером            | Saturday Night Special            | Брюс из «Вечерней звезды»                              | Эпизод: «1.1»                           |
| 1999      | Время твоей жизни                   | Time of Your Life                 | Бейли Селинджер                                        | Озвучка 2 эпизода                       |
| 2001      | Спин-Сити                           | Spin City                         | Тим Коннелли                                           | 4 эпизода                               |
| 2001      | Дженифер                            | Jenifer                           | парень Дженифер                                        | TВ фильм                                |
| 2003      |                                     | Rubbing Charlie                   | Чарли                                                  | TВ фильм                                |
| 2003      | Встречая и провожая                 | Picking Up & Dropping Off         | Уилл                                                   | TВ фильм                                |
| 2004      | Кэт плюс один                       | Kat Plus One                      | Джош                                                   | TВ фильм                                |
| 2004-2006 | Любовь вдовца                       | Everwood                          | доктор Джейк Хартман                                   | Главная роль 38 эпизодов                |
| 2006-2007 | Девять                              | The Nine                          | Джереми Кейтс                                          | Главная роль 13 эпизодов                |
| 2007      |                                     | Making It Legal                   | Джош                                                   | ТВ фильм                                |
| 2008      | C.S.I.: Место преступления Нью-Йорк | CSI: NY                           | Маккинли Тейлор                                        | Эпизод: «My Name Is Mac Taylor»         |
| 2009-2011 | V                                   | V                                 | Чед Декер                                              | Главная роль 22 эпизода                 |
| 2011-2012 | Морская полиция: Спецотдел          | NCIS                              | Кейси Страттон / Джонатан Коул                         | 3 эпизода                               |
| 2012      |                                     | Joey Dakota                       | Франклин Морган                                        | TV movie                                |
| 2012-2013 |                                     | Kaijudo: Rise of the Duel Masters | Рэй Пирсe-Окамото / Майти Шаутер / Бёрнклау Неустанный | Озвучка Главная роль 52 эпизодов        |
| 2013-2015 | Восприятие                          | Perception                        | Дональд «Донни» Райан                                  | Постоянная роль                         |
| 2019—2021 | Нэнси Дрю                           | Nancy Drew                        | Карсон Дрю                                             | Постоянная роль                         |